# 中荒井駅
中荒井駅（なかあらいえき）は、福島県南会津郡南会津町中荒井字長畔にある会津鉄道会津線の駅。

## 歴史
- 1947年（昭和22年）12月12日 - 国有鉄道の駅として開業[1]。
- 1963年（昭和38年）3月1日 - 貨物取扱廃止[2]。
- 1965年（昭和40年）9月25日 - 荷物扱い廃止[2][3]。無人駅となる[4]。
- 1987年（昭和62年）
  - 4月1日 - 国鉄分割民営化により、 東日本旅客鉄道（JR東日本）の駅となる[2]。
  - 7月16日 - 会津鉄道に転換[2]。
- 2022年（令和4年）3月12日 - 特急「リバティ会津」の停車を終了[5]。

## 駅構造
単式ホーム1面1線を有する地上駅で、無人駅である。
駅舎はログハウス風で、駅名標には「名僧如活の庵」と付記されている。

## 利用状況
- 会津鉄道 - 2015年度の1日平均乗車人員は11人であった[6]。

| 乗車人員推移 | 乗車人員推移     |
| 年度         | 一日平均乗車人員 |
| ------------ | ---------------- |
| 2000         | 30               |
| 2001         | 27               |
| 2002         | 27               |
| 2003         | 27               |
| 2004         | 27               |
| 2005         | 25               |
| 2006         | 22               |
| 2007         | 22               |
| 2008         | 16               |
| 2009         | 8                |
| 2010         | 5                |
| 2011         | 5                |
| 2012         | 8                |
| 2013         | 5                |
| 2014         | 8                |
| 2015         | 11               |

## 駅周辺
- 国道121号
- 阿賀川

## 隣の駅
会津鉄道
■会津線
■区間快速
通過
□快速（「AIZUマウントエクスプレス」1号のみ停車）・■普通
会津田島駅 - 中荒井駅 - 会津荒海駅